# Charles Edward Fox-Strangways
Charles Edward Fox-Strangways (* 13. Februar 1844 in Rewe (Devon) bei Exeter; † 5. März 1910) war ein britischer Geologe, der für den Geological Survey vor allem in Yorkshire kartierte.

## Leben
Er war der Sohn des Geistlichen und Rektors von Rewe Henry Fox-Strangways (ein Enkel des  1. Earl of Ilchester), besuchte das Eton College und studierte vor allem Mineralogie, Chemie und Physik an der Universität Göttingen, wo er 1866 die Kämpfe von Hannoveranern und Preußen erlebte. Ab 1867 war er Hilfsgeologe im Geological Survey von Großbritannien. Ab 1879 erhielt er den Rang eines Geologen und ab 1901 war er Distriktsgeologe.
Zunächst kartierte er im Westen von Yorkshire nahe Todmorden und Halifax (West Yorkshire) (im Karbon), dann bei Bradford und bei Ingleton, im Norden des Kohlereviers. Anschließend bewegte er sich nach Osten nach Harrogate, über das Vale of York in die mesozoischen (Jura, Kreide) Schichten der Eastern Moorelands und Wolds bis in den Norden von Lincolnshire. Sein Hauptquartier war in Scarborough. Ab 1889 war er in den Midlands und bearbeitete das Kohlerevier um Leicester, wo er seinen Wohnsitz hatte. 1892 erschien seine Abhandlung über das Jura von Yorkshire und zuletzt war er an der Erstellung der Bibliographie zur Geologie von Yorkshire beteiligt, die von der Yorkshire Geological Society nach seinem Tod 1915 veröffentlicht wurde.
Er war Fellow der Geological Society of London.